# Tomasz Stanisław Wolski
]

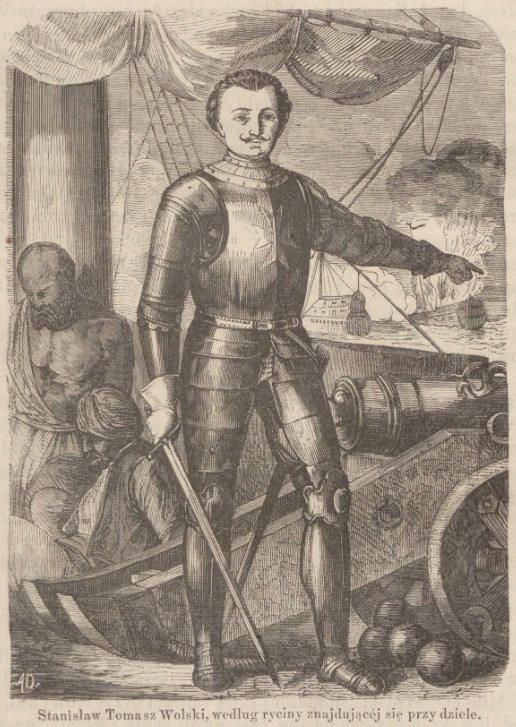
Wizerunek Tomasza Stanisława Wolskiego opublikowany w „Kółku Domowym” w 1863 r. [w:] Jagiellońska Biblioteka Cyfrowa [online] [dostęp 2022-09-23

Tomasz Stanisław Wolski (ur. 1697 lub 1700 w Uniejowie, zm. po 1766) – polski podróżnik, żeglarz i pamiętnikarz.

## Życiorys
Urodził się w rodzinie szlacheckiej herbu Pomian. Jako młody człowiek przebywał na dworze Jana Ansgarego Czapskiego, skąd uciekł by wieść życie podróżnika. Pierwsze podróże odbył do miast europejskich (m.in. Pragi, Ratyzbony, Monachium, Trydentu i Linz) drogą lądową. W 1725 r. dzięki wsparciu finansowemu kasztelana brzeskiego Jana Piotra Nesterowicza zdecydował się na pielgrzymkę do Jerozolimy. Cel ten zrealizował w kolejnym roku, po drodze odwiedzając Rzym, gdzie uzyskał błogosławieństwo papieża Benedykta XIII oraz Maltę, gdzie uzyskał względy Wielkiego Mistrza Kawalerów Maltańskich i pomoc w organizacji transportu do Ziemi Świętej. Po opuszczeniu Jerozolimy udał się do Rzymu drogą przez Egipt. Prawdopodobnie wówczas uzyskał tytuł admirała floty papieskiej, którym się posługiwał w oficjalnych pismach. Kierunkami jego kolejnych podróży były: Francja, Anglia, Transylwania, Włochy i Turcja. Ostatnią zanotowaną podróżą jest droga z Rzymu do Wiednia w 1731 r. Podczas podróży zawarł znajomości m.in. z królem Stanisławem Leszczyńskim, Marią Klementyną Sobieską i polskim misjonarzem Tadeuszem Krusińskim. Ostatnie wiadomości o nim pochodzą z lat 60. XVIII w.: Adam Moszczeński wspomina w pamiętniku znajomość z Tomaszem Stanisławem Wolskim w tym okresie.

## Twórczość
- Illustris peregrinatio Ierosolimitana, latius protracta per tres insignores mundi partes… nempe per Europam, Asiam et Africam – pamiętnik z podróży Tomasza Stanisława Wolskiego, który ukazał się po raz pierwszy we Lwowie w 1737 r. w języku łacińskim. Do końca XVIII w. był kilkakrotnie wznawiany (1748, 1764, 1766). Autor opisał w nich odwiedzone miejsca oraz swoje awanturnicze przygody, prowadzone walki z Turkami i osoby, które poznał w drodze. W 2021 r. pamiętniki zostały wydane w przekładzie na język polski pt. Sławna pielgrzymka do Jerozolimy ciągnąca się przez trzy znakomite części świata. ISBN 978-83-8138-474-2. Autorką tłumaczenia jest Katarzyna Gara.
- Theatrum indolis non vacantis ac ingenii otiosi laborantis tempore Martis pacem operantis trinitate terrestri exulanti, Carolo sexto Dei gratia ex utero laureato imperatori, Annae Russiae imperatrici ex heareditate invicti Petri vastae Russiae, Augusto tertio Dei providentia Poloniae regi et Lithuaniae duci praesentantum... – panegiryk dedykowany królowi Augustowi III (1737)[6].
- Potentissimo et serenissimo prinicipi ac domino Friderico Augusto III regi Poloniarum ... binas hasce orationes panegyricales et litterass sacratas vult... – utwór wzywający m.in. papieża oraz polskich senatorów do podjęcia walk z Turkami (1739)[6].

## Tomasz Stanisław Wolski w literaturze
Zbeletryzowaną wersję biografii Tomasza Stanisława Wolskiego przedstawił Jakub Gordon w utworze pt. Przygody Tomasza Stanisława Wolskiego admirała floty papieskiej (rys historyczny) zamieszczonym w zbiorze: Turysta z musu. T. 2 (1873).
Tomasz Stanisław Wolski jest również głównym bohaterem powieści przygodowej dla młodzieży Tadeusza Łopalewskiego pt. Przesławna peregrynacja Tomasza Wolskiego (1959, kolejne wydania: 1970, 1978).